# Рафаель Грінфельд
Рафаель Грінфельд (ісп. Rafael Grinfeld; 9 липня 1902, Кишинів, Бессарабська губернія — 4 лютого 1969, Коста-Рика) — аргентинський фізик.
Професор і завідувач відділення фізики факультету точних наук Національного університету Ла-Плати. Відомий роботами в галузі спектроскопії та квантової механіки.

## Життєпис
В ранньому дитячому віці переїхав з батьками в Аргентину, де сім'я оселилася в єврейській сільськогосподарській колонії Мозесвіль у провінції Санта-Фе. Згодом сім'я переїхала в Ла-Плату, де він закінчив фізико-математичний факультет Національного університету. Дотримувався анархістських поглядів і в роки навчання перебував у групі «Ідеї», до якої входили також його брати Давид (1912), Абелардо і Хосе (1907), Хакобо Магід та інші відомі згодом лібертаріанці. У 1930-ті роки стажувався в Стенфордському університеті.
У 1948—1949 роках був запрошений до Венесуели для організації фізичного відділення в Центральному університеті Венесуели в Каракасі. Він організував перший курс фізики (licenciatura) на інженерному відділенні цього університету.
В роки диктатури Перона був звільнений з Національного університету Ла-Плати як політично неблагонадійний; займався перекладами наукової літератури. Після падіння диктатури був відновлений на посаді професора і завідувача кафедри фізики цього університету.
Серед учнів — Маріо Гаравалья.

## Родина
- Брат — аргентинський журналіст, анархо-синдикаліст і лібертаріанець Хосе Грюнфельд (ісп. José Grunfeld, 1907—2005)[17].
- Племінниця — Ліліана Грінфельд[es] (1944—2015), кардіолог[18].